# Toini Pöysti
Toini Pöysti, född 1 juli 1933 i Vittisbofjärd nära Björneborg, död 9 maj 2024, var en finländsk längdskidåkare som tävlade under 1950- och 1960-talen. Hon tog två OS-brons på 3 x 5 km (1960 och 1964).
Ishockeyspelaren Eetu Pöysti och Miss Finland 2009 Essi Pöysti är barnbarn till Toini Pöysti.